# Stefan Edberg
Stefan Bengt Edberg (* 19. ledna 1966) je bývalý švédský profesionální tenista a bývalá světová jednička žebříčku ATP (v singlu i deblu). Hlavní představitel tenisového stylu servis-volej získal v letech 1985–1996 šest grandslamových titulů ve dvouhře a tři v mužské čtyřhře. Zvítězil také na Turnaji mistrů v roce 1989 (o rok později byl poraženým finalistou) a čtyřikrát byl členem vítězného švédského týmu v Davis Cupu. Kromě toho zvítězil na čtyřech turnajích série Masters, čtyřech elitních turnajích Grand Prix - Super Series a také na neoficiálním olympijském turnaji v roce 1984. Celou dekádu patřil mezi desítku nejlepších tenistů světa, v elitní pětce strávil devět let. Je považován za jednoho z nejlepších hráčů své doby. 
V letech 2014 a 2015 trénoval švýcarského tenistu Rogera Federera.

## Kariéra
Stefan Edberg na sebe poprvé strhl pozornost tenisového světa už jako junior. V roce 1983 vyhrál všechny čtyři juniorské grandslamové tituly a jako první hráč v otevřené éře získal "juniorský kalendářní Grand Slam". Později tentýž rok si připsal svůj první titul mezi dospělými, ve čtyřhře na turnaji v Basileji. Rok 1983 by byl pro Edberga dokonalý nebýt incidentu na US Open. Nepřesným podáním zasáhl čárového rozhodčího Dicka Wertheima. Ten byl sražen ze sedadla, udeřil se hlavou o tvrdý povrch kurtu a na následky zranění o pět dní později zemřel.
V roce 1984 na turnaji v Miláně vyhrál Edberg svůj první titul v dvouhře mužů. Edberg také vyhrál exhibiční tenisový turnaj v průběhu letních olympijských her (tenis se do oficiálního programu olympijských her vrátil v roce 1988, po 64 letech), a po boku dalšího Švéda, Anderse Järryda, se probojoval do finále čtyřhry na US Open. Edberg s Järrydem se do finále čtyřhry na Grand Slamu společně podívali ještě jednou, na French Open 1986, a později ve stejném roce se Edberg stal světovou jedničkou ve čtyřhře mužů.
Američtí fanoušci vzali Edberga na vědomí v únoru 1985, když vyhrál na halovém turnaji v Memphisu. První dva grandslamové tituly získal Stefan Edberg na Australian Open. V prosinci 1985 porazil Matse Wilandera hladce ve třech setech a získal svůj první velký titul. V lednu 1987 se Australian Open naposledy hrálo na travnatém povrchu a Edberg svůj titul obhájil v pětisetové bitvě s domácím favoritem Patem Cashem. Edberg také v roce 1987 získal tituly ve čtyřhře na Australian Open a US Open (opět ve dvojici s švédským tenistou Andersem Järrydem).
Počínaje rokem 1988 Edberg tři sezóny po sobě nechyběl ve finále Wimbledonu, přesto ale ztratil pozici nejlepšího švédského tenisty. Mats Wilander totiž v roce 1988 odehrál svoji nejlepší sezónu, zvítězil na grandslamech v Melbourne, Paříži i New Yorku a stal se světovou jedničkou. Všechna tři wimbledonská finále Edberg odehrál proti Němci Borisu Beckerovi a rivalita obou těchto hráčů patří k největším v historii Wimbledonu i celé tenisové historie. První finálový duel Edberg vyhrál, ve čtyřech setech, zápas se kvůli dešti hrál dva dny. O rok později Becker vyhrál hladce ve třech setech. Nejvyrovnanější utkání nabídlo finále v roce 1990, kdy Edberg vyhrál v pěti setech poté, co odvrátil break v rozhodujícím setu.
V roce 1990 byl Edberg nucený vzdát finále Australian Open proti Ivanu Lendlovi kvůli zranění břišních svalů (za stavu 5-2 pro Lendla a 1-1 na sety). Edberg nicméně Lendla sesadil z pozice světové jedničky, 13. srpna 1990 po vítězství na turnaji v Cincinnati. Pozici jedničky si udržel po zbytek tohoto roku a také větší část z let 1991–1992. Edberg strávil na čele žebříčku celkem 72 týdnů. V roce 1991 Edberg opět došel ve Wimbledonu daleko, ale prohrál s Michaelem Stichem ve velmi vyrovnaném semifinálovém zápase: 4-6,7-6,7-6,7-6.
Zbývající dva Edbergovy grandslamové tituly jsou z US Open, v roce 1991 porazil Jima Couriera a v roce 1992 Peta Samprase, který jej o několik měsíců později vystřídal na pozici světové jedničky.
Poslední dvě finále Grand Slamů ve dvouhře si připsal na Australian Open 1992 a 1993, v obou případech ale podlehl Jimu Courierovi ve čtyřech setech. Je jedním z mála hráčů (aktuálně jich historie zná osm, v otevřené éře jen tři), kteří se do finále Australian Open probojovali pětkrát.
V roce 1996 hrál Stefan Edberg finále turnaje v Queens Clubu, ale podlehl Borisu Beckerovi. Získal třetí a poslední titul ze čtyřhry na Australian Open společně s Petrem Kordou. Na US Open porazil Richarda Krajíčka a Tima Henmana, ale ve čtvrtfinále jej vyřadil Goran Ivaniševič. Po této sezóně ukončil svou hráčskou kariéru.
Jediný grandslamový titul, který Stefan Edberg nikdy nevyhrál, je antukové French Open. Zahrál si finálový zápas v roce 1989, ale ztratil jej v památné bitvě s tehdy sedmnáctiletým Michaelem Changem, který se tak stal nejmladším mužským vítězem Grand Slamu všech dob.
Edbergovi více seděl tenis na rychlém povrchu. Ze šesti grandslamových titulů, které získal jsou čtyři na trávě z Australian Open 1985 a 1987 a z Wimbledonu 1988 a 1990. Zbývající dva jsou z tvrdého povrchu US Open 1991 a 1992.
V prosinci 2013 Roger Federer na své facebookové stránce oznámil, že se Stefan Edberg stane jeho novým koučem.

## Styl hry
Edberg je známý jako nejlepší hráč své éry (a možná všech dob) vyznávající styl servis-volej. Edberg nedisponoval tak drtivým servisem jako Pete Sampras nebo Boris Becker, ale jeho servis byl přesto velmi účinný. Často volil také velmi pomalé podání. Získal tak čas navíc, aby se rychle dostal k sítí, kde mu rychlé nohy a perfektní kondice umožnily ovládnout hru. Edberg měl vynikající volej a snadno míče odvracel na soupeřovu stranu kurtu. Měl solidní základní údery a zejména jeho jednoruční bekhend (a bekhendový volej) byl jeho nejsilnější zbraní. Podobně efektivní bekhend neměl v jeho éře zřejmě nikdo.

## Vybavení
Během celé své kariéry Stefan Edberg používal rakety Wilson Sporting Goods a oblečení a boty Adidas.

## Další raketové sporty po skončení tenisové kariéry
Po odchodu z tenisového světa se Edberg začal věnovat squashi a brzy pronikl mezi švédské elitní hráče. Později, když ve Skandinávii rostla popularita racketlonu, vyzkoušel Stefan Edberg i tento sport a díky tenisovým schopnostem i přibývajícím zkušenostem ze squashe byl opět velmi konkurenceschopný, ačkoliv neměl skoro žádné zkušenosti z badmintonu a stolního tenisu.
V září 2008 se Stefan Edberg oficiálně zapojil do Black Rock Tour of Champions, soutěže, které se účastní bývalí profesionální tenisté, kteří už ukončili kariéru v rámci ATP Tour. Edberg si připsal vítězství hned na prvním turnaji, kterého se zúčastnil, na antuce v Paříži porazil dva antukové specialisty, Thomase Mustera v úvodním kole a Sergi Brugueru ve finále.
V lednu 2012 Edberg odehrál exhibici na jeden set proti Jo-Wilfriedu Tsongovi v katarském Dauhá, prohrál 7–5.
Na konci roku 2013 Edberg přijal nabídku stát se koučem Rogera Federera. Jejich spolupráce oficiálně začala na Australian Open 2014.  Archivováno 13. 7. 2015 na Wayback Machine.

## Trofeje a ocenění
- Edberg byl čtyřikrát členem vítězného švédského týmu v Davis Cupu v letech 1984, 1985, 1987 and 1994. Finále Davis Cupu si zahrál celkem sedmkrát, to je mezi švédskými tenisty rekord.
- Od vzniku žebříčku ATP jsou Stefan Edberg and John McEnroe jediní dva hráči, kteří se stali světovou jedničkou ve dvouhře i čtyřhře. Edberg je jediným hráčem v historii tenisu, který získal "Junior Grand Slam".
- Edberg je jediným hráčem, který získal titul Hráče roku a zároveň byl členem nejlepší Deblové dvojice roku podle ATP. Edberg byl zvolen Hráčem roku v letech 1990 a 1991, ocenění ve čtyřhře získal (s dalším Švédem Andersem Järrydem) v roce 1986.
- Edberg (v roce 1990) a Boris Becker jsou jediní dva tenisté, kteří získali ocenění United Press International Athlete of the Year Award.
- Edberg byl také členem švédského týmu, který zvítězil na Světovém poháru v letech 1988, 1991, a 1995.
- Na Letních olympijských hrách v Los Angeles v roce 1984, kde byl tenis jen ukázkovým sportem, Edberg získal zlatou medaili ve dvouhře mužů. O čtyři roky později, v roce 1988 na olympiádě v Soulu, se tenis dostal do oficiálního programu her (po 64 letech) a Edberg vybojoval bronz ve dvouhře i čtyřhře.
- Během kariéry si Stefan Edberg připsal 42 turnajových titulů v singlu (z toho 6 grandslamů) a 18 titulů v deblu (3 grandslamy) a zahrál si na (v té době rekordních) 54 grandslamech v řadě (aktuálně drží rekord Wayne Ferreira, 56 turnajů v řadě).[12]
- 72 týdnů strávil na čele mužského žebříčku ATP ve dvouhře.
- Edberg také pětkrát obdržel ocenění "ATP Sportsmanship Award" (1988–90, 1992 a 1995). Jako důkaz uznání jeho kvalit byla tato cena v roce 1996 přejmenována na "Stefan Edberg Sportsmanship Award".
- V roce 2004 byl Stefan Edberg uveden do Mezinárodní tenisové síně slávy v americkém Newportu.
- Edberg vyhrál tituly ve dvouhře ve 12 různých zemích: v Austrálii, Francii, Německu, Itálii, Japonsku, Nizozemí, Kataru, Španělsku, Švédsku, Švýcarsku, Velké Británii a USA.
- Podle časopisu Tennis Magazine je Stefan Edberg 14. nejlepším hráčem tenisu všech dob, mužů i žen. Mezi muži je Edberg hodnocen jako osmý.[13]
- Edberg získal v roce 1990 zlatou medaili udělovanou švédským deníkem Svenska Dagbladet.
- Edberg byl dětským hrdinou Rogera Federera.
- Edberg je jedním z mála hráčů, kteří hráli finále na všech grandslamových turnajích a zvítězil na třech z nich. V roce 1989 ve finále French Open vedl 2-1 na sety nad Michaelem Changem a měl řadu brejkbolů ve čtvrté a páté sadě. Ještě během pátého setu vedl, přesto nakonec musel skousnout hořkou porážku.
- Edberg dokázal vyhrát řadu grandslamových utkání, ve kterých v pátém rozhodujícím setu ztratil své podání. Tento pozoruhodný výkon předvedl v semifinále Wimbledonu 1988 proti Miloslavu Mečířovi, semifinále French Open 1989 proti Borisu Beckerovi a také ve finále Wimbledonu 1990 opět proti Beckerovi. Na US Open 1992 Edberg tento kousek předvedl hned ve třech utkáních po sobě, proti Richardu Krajicekovi ve čtvrtém kole, Ivanu Lendlovi ve čtvrtfinále, a Michaelu Changovi v semifinále. S výjimkou French Open 1989 nakonec ve všech zmíněných případech bral titul.
- Edbergův výrazný servis je používán jako součást loga Australian Open.

## Osobní život
Stefan Edberg se narodil ve Västerviku ve Švédsku.
Je ženatý s Annette Hjort Olsen. Mají dvě děti, Emilii a Christophera. Předtím, než si Olsenová vzala Edberga, byla přítelkyní jeho tenisového rivala Matse Wilandera.)
Edberg je fanoušek anglického fotbalového týmu Leeds United a švédského hokejového týmu Växjö Lakers.

## Statistiky

### Rekordy
- Tyto rekordy byly dosaženy v otevřené éře tenisu.

| Rekord                        | Rok       | Podrobnosti                  | Stejného výkonu dosáhli                                          |
| Australian Open               | 1985–1993 | 5 finálových účastí          | Roger Federer Novak Djokovic                                     |
| V čele žebříčku               | 1986–1987 | V singlu i deblu             | John McEnroe                                                     |
| Zápas s nejmenším počtem gamů | 1987      | Tři "kanáry" (6–0, 6–0, 6–0) | Nikola Špear Karel Nováček Ivan Lendl Sergi Bruguera Andy Murray |

## Ocenění
- Světový šampion podle světové tenisové federace ITF: 1991
- ATP Hráč roku: 1990, 1991

## Turnajová vítězství (dvouhra)
- 1984 (2x) – Milán, Los Angeles (olympijský turnaj)
- 1985 (4x) – Memphis, San Francisco, Basilej, Australian Open
- 1986 (3x) – Gstaad, Basel, Stockholm
- 1987 (7x) – Australian Open, Memphis, Rotterdam, Tokio Outdoor, Cincinnati, Tokio Indoor, Stockholm
- 1988 (3x) – Rotterdam, Wimbledon, Basilej
- 1989 (2x) – Tokio Outdoor, Masters Cup
- 1990 (7x) – Indian Wells, Tokio Outdoor, Wimbledon, Los Angeles, Cincinnati, Long Island, Paris Indoor
- 1991 (6x) – Stuttgart Indoor, Tokio Outdoor, Queen's Club, US Open, Sydney Indoor, Tokio Indoor
- 1992 (3x) – Hamburg, New Haven, US Open
- 1993 (1x) – Madrid
- 1994 (3x) – Dauhá, Stuttgart Indoor, Washington
- 1995 (1x) – Dauhá